# Madeley (Staffordshire)
Madeley – wieś w Anglii, w hrabstwie Staffordshire, w dystrykcie Newcastle-under-Lyme. Leży 26 km na północny zachód od miasta Stafford i 224 km na północny zachód od Londynu. Miejscowość liczy 4386 mieszkańców.